# The Polyphonic Spree
The Polyphonic Spree beskrivs med sina egna ord som "körsångande symfonisk pop/rockgrupp’’ från Dallasområdet. Bandet består av en tiomannakör, och de instrument som används är keyboard, slagverk, trummor, bas, gitarr, flöjt, trumpet, trombon, fiol, altfiol, harpa, horn, pedal steel guitar och theremin. Bandet startades av Tim DeLaughter, Mark Pirro och Bryan Wakeland år 2000. The Polyphonic Spree gjorde filmmusiken till Thumbsucker och Eternal Sunshine of the Spotless Mind, och låten Light & Day var med i ett avsnitt av Scrubs och i ett avsnitt av serien Las Vegas.

## Diskografi
Studioalbum
- 2002 - The Beginning Stages of...
- 2004 - Together We're Heavy
- 2007 - The Fragile Army
- 2012 - HolidayDream: Sounds of the Holidays Vol. One
- 2013 - Yes, It's True
- 2014 - Psychphonic
- 2021 - Afflatus (Cover Album)
- 2023 - Salvage Enterprise

EP
- 2002 - Soldier Girl EP
- 2002 - Light & Day EP
- 2006 - Wait EP
- 2020 - We Hope It Finds You Well EP

Singlar
- 2002 - Soldier Girl
- 2002 - Hanging Around
- 2003 - Light and Day
- 2003 - The March (delad singel med Grandaddy)
- 2004 - Hold Me Now
- 2004 - Two Thousand Places
- 2007 - You And I (delad singel med Yoko Ono)
- 2007 - Running Away
- 2007 - We Crawl
- 2011 - It's Christmas
- 2011 - Bullseye
- 2012 - What Would You Do?
- 2013 - You Don't Know Me

Live CDs/DVDs
- 2004 - Live From Austin, TX: The Polyphonic Spree
- 2006 - Coachella
- 2007 - SXSW Live 2007 DVD
- 2013 - You + Me - Live in NYC